# Gino Orlando
Gino Orlando conosciuto a livello nazionale come Gino (San Paolo, 3 settembre 1929 – San Paolo, 24 aprile 2003) è stato un calciatore brasiliano, di ruolo attaccante.
Secondo miglior marcatore della storia del San Paolo, Gino Orlando è deceduto il 24 aprile 2003, a 75 anni, vittima di un arresto cardiaco nella sua città natale, San Paolo.
Da febbraio Gino Orlando era ricoverato nel Hospital do Coração, dove fu operato per un aneurisma al petto. L'ex attaccante era rimasto, anche dopo il ritiro, nel San Paolo dove ricopriva la carica di amministratore del Morumbi dal 1969.

## Caratteristiche tecniche
Era un calciatore potente, dalla corporatura robusta.

## Carriera

### Club
Nato a San Paolo nel 1948 entra nella prima squadra del Palmeiras. Lascerà i biancoverdi nel 1951 disputando quattro partite ma senza andare a segno. Con il Palmeiras vince un Campionato Paulista nel 1950. Nel 1951 si trasferisce al Comercial ed in seguito difende i colori del XV de Jaú prima di approdare al San Paolo nel 1952.
Vestirà il tricolore paulista fino al 1963 realizzando in tutto 232 reti, solamente dieci in meno rispetto a Serginho Chulapa. Inoltre con 447 partite disputate si piazza nella top 10 tra i calciatori che hanno vestito più volte la casacca tricolore.
Con il San Paolo ha vinto due campionati paulisti nel 1953 e nel 1957. È stato inoltre capocannoniere nell'edizione 1958 del Torneo di Rio-San Paolo con 12 marcature.
Nel 1963 passa al Portuguesa, squadra nella quale rimane fino al 1964, anno nel quale si trasferisce nella sua ultima squadra l'AC Juventus. Difende i colori dell'AC Juventus fino al 1966 anno del suo ritiro dal calcio giocato.

### Nazionale
Gioca nove incontri col Brasile realizzando 3 gol tra il 1956 e il 1958. Esordisce il 1º aprile 1956 contro una selezione dello Stato di Pernambuco. La sua prima marcatura l'ha realizzata l'8 aprile dello stesso anno contro il Portogallo. Le altre due segnature le ha segnate l'11 e il 15 aprile contro Svizzera e Austria.
Diviene famoso per uno storico gol realizzato in rovesciata contro il Portogallo nel 1957, il primo del genere segnato in territorio lusitano.
Disputa la sua ultima partita contro la Bulgaria il 18 maggio 1958.

## Palmarès

### Club
- Campionato paulista: 3

Palmeiras: 1950
San Paolo: 1953, 1957

### Individuale
- Capocannoniere del Torneo Rio-San Paolo: 1

1958 (12 reti)